# Samsung Galaxy J
Samsung Galaxy J - смартфон, разработанный и произведенный Samsung, работающий на платформе Android. Этот телефон был первоначально разработан для японского оператора сотовой связи NTT DoCoMo осенью 2013 года, а первая зарубежная версия первоначально вышла на Тайване в декабре 2013 года.
Устройство оснащено Qualcomm Snapdragon 800 Quad-Core 2,36 ГГц процессором с 3 ГБ оперативная память и Full HD Super AMOLED. дисплеем.

## Спецификации

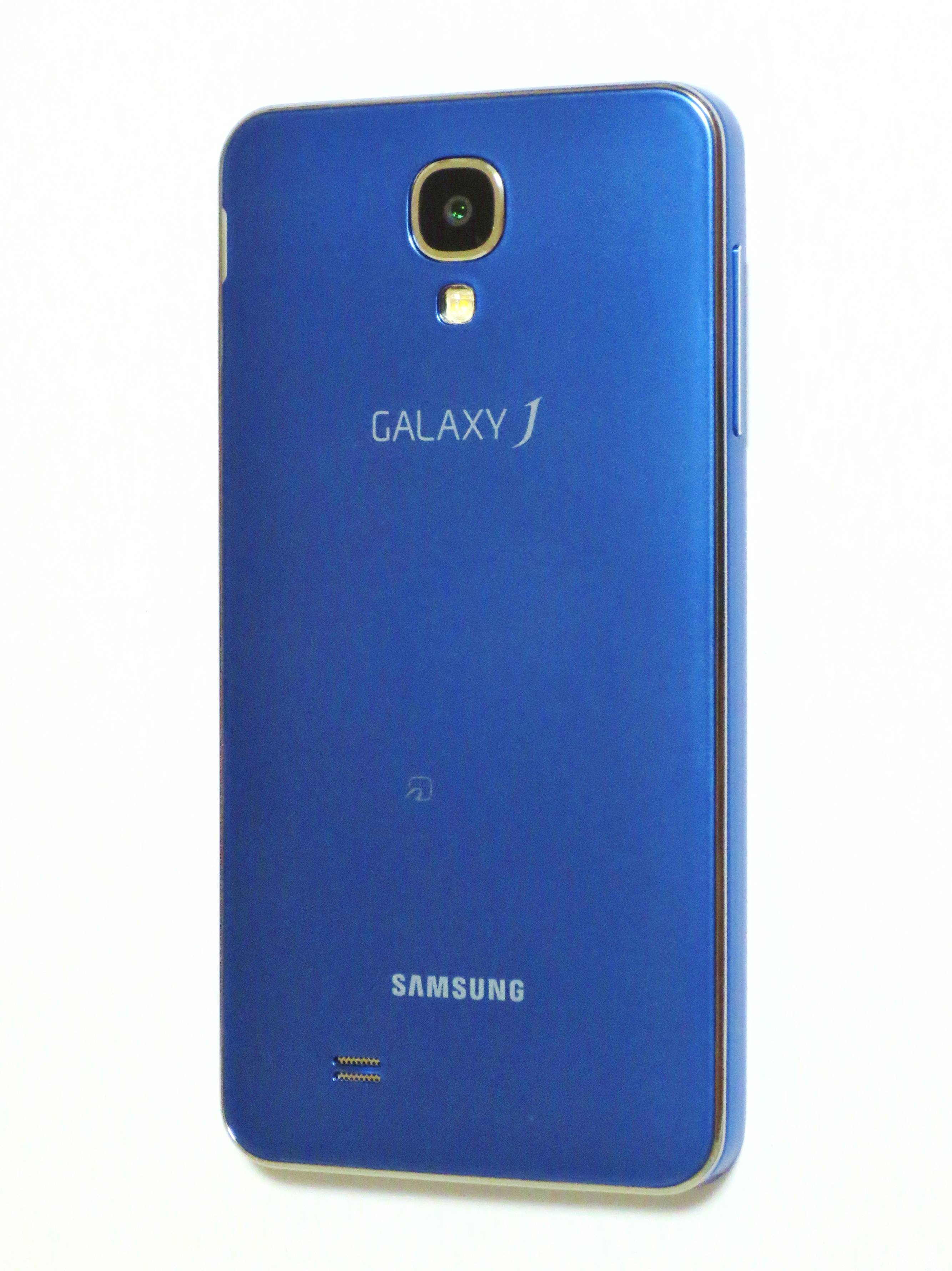
Задний вид японской модели SC-02F

### Оборудование
Телефон оснащен чипсетом Qualcomm's Snapdragon 800, включающим процессор 2,36 ГГц, GPU Adreno 330 и 3 ГБ ОЗУ, с 32 ГБ внутренней памяти и аккумулятором емкостью 2600 мАч. Galaxy J оснащен 5-дюймовым Full HD Super AMOLED дисплеем, а также включает 13,2 МП заднюю камеру с Power HCRI LED Flash и 2,1 МП фронтальную камеру. Телефон не поддерживает подключение USB 3.0, в отличие от Samsung Galaxy Note 3..

### Программное обеспечение
Этот телефон изначально был выпущен с Android 4.3 Jelly Bean и может быть обновлен до Android 5.0 Lollipop.

## Смотрите также
- Samsung Galaxy Note 3
- Nexus 5